# Neolucanus parryi
Neolucanus Parryi es una especie de coleóptero de la familia Lucanidae.

## Distribución geográfica
Habita en China, Tailandia, Laos, Camboya y  Vietnam.